# Kovačevci (Grad, Slovenija)
Kovačevci (mađarski: Vaskovácsi, nekada Vendkovácsi, prekomurski: Kovačovci) je naselje u slovenskoj Općini Grad. Kovačevci se nalaze u pokrajini Prekmurju i statističkoj regiji Pomurju. 

## Stanovništvo
Prema popisu stanovništva iz 2002. godine naselje je imalo 129 stanovnika.